# Уайт, Харрисон
Харрисон Уайт (англ. Harrison Colyar White; 21 марта 1930, Вашингтон — 19 мая 2024, Тусон, Аризона) — американский социолог, именной профессор-эмерит Колумбийского университета, где трудился с 1988, заведовал кафедрой. Член НАН США. Внес важный вклад в развитие анализа социальных сетей.
Самые известные работы — «Идентичность и контроль: как возникают социальные формации» и ее переработанная версия «Идентичность и контроль: структурная теория социального действия». (Эта же книга указывается его самой теоретической работой.)
Лауреат W.E.B. Du Bois Career of Distinguished Scholarship Award (2011). Приверженец структурализма.

## Биография и исследования
Будучи не по годам развит, поступил в Массачусетский технологический институт уже в 15 лет. К 25 годам получил свою первую докторскую степень — по теоретической физике. Затем получил вторую — по социологии в Принстонском университете (1960), с дисс. «Исследования и разработки как модель в промышленном менеджменте». В МИТ его, проявлявшего помимо к основой своей специальности физике интерес и к социальным наукам, выделил среди своих студентов политолог Карл Дойч и убедил провести год (1956—1957) в CASBS. Годом ранее защитив свою первую диссертацию, Уайт приступит к работе над второй — под руководством Марион Леви, учившейся у социолога Толкотта Парсонса. Он также проведет год, обучаясь в Университете Джона Хопкинса, прежде чем будет принят на работу в Университет Карнеги-Меллона. С 1959 ассоциированный профессор Чикагского университета. На кафедре социологии там познакомится с социологом Эвереттом Хьюзом. В 1963 году переберется из Чикаго в Гарвард, где проведет большую часть своей карьеры, прежде чем присоединится к Колумбийскому университету после двухлетнего пребывания в Университете Аризоны.
В начале своей социологической карьеры Х. Уайт делал упор на методы, занимаясь поиском математических моделей социальных явлений. Как отмечают, его решимость моделировать структуры привела к одной из форм структурализма. Ко времени своего устройства в Гарвард он будет очарован книгой британского антрополога Элизабет Ботт «Семья и социальная сеть». Там он обучал молодых исследователей социологии, среди них Марка Грановеттера, Барри Уэллмана и Джона Пэджетта, и положил начало тому, что иногда называют «Гарвардской революцией». Вместе они заложили основы «анализа социальных сетей» (SNA) в начале 1970-х годов. Взявшись затем за ключевую для экономистов тему (рынки), Уайт внесет значительный вклад в становление того, что позже будет названо «новой экономической социологией». Промеж тем занимаясь социологией искусства, в 1990-х годах он начнет обобщать и свои сугубо теоретические социологические наметки. В 1992 году в издательстве Принстонского университета выйдет его книга «Идентичность и контроль». Переработанная, она будет переиздана в 2008 году с новым подзаголовком «Как возникают социальные формации». Как отмечается: «Когда книга была впервые опубликована, она поставила в тупик большинство социологов, за исключением Эндрю Эбботта. В своей рецензии на книгу (1994) он подчеркнул ее заметную оригинальность и возможности, которые она предлагает, предполагая, что читатели должны прочитать ее полностью, не пытаясь понять все, а затем вернуться к тем частям, которые больше всего резонируют с их собственными проблемами, в уверенности в получении совершенно новых перспектив».
Занимает третье место в Top Influential Sociologists 2010—2020 по версии Academic Influence.
Супруга — искусствовед Синтия Уайт, также его соавтор.

## Сочинения
- Уайт Х. С., Уайт С. А. Холсты и карьеры = Canvases and Careers: Institutional Change in the French Painting World. / Общ. ред. и вступительная статья М. Л. Магидович. — СПб.: Центр социологии искусства, 2000. — 192 с. табл., илл.